# Capaci
Capaci è un comune italiano di 11 386 abitanti della città metropolitana di Palermo in Sicilia.

## Geografia fisica
Capaci dista circa 18 km da Palermo e si trova a 75 metri s.l.m.; sorge su un'area pianeggiante a breve distanza dal mare Tirreno. Il centro abitato si sviluppa lungo un asse stradale molto antico, di epoca romana, che collega il Capoluogo con le città più importanti della Sicilia occidentale di Trapani, Marsala e Mazara del Vallo.

## Origini del nome
Il significato del toponimo Capaci non è stato ancora accertato: varie sono le ipotesi in proposito. Da alcune testimonianze è accertato che nel XIX secolo il centro abitato era conosciuto con il nome di Capece.

## Storia
Numerosi reperti archeologici ancora da analizzare e collocare cronologicamente testimoniano un passato preistorico particolarmente interessante mentre si comincia a parlare di un primo insediamento stabile a partire dall'anno Mille, per opera dei Kalbiti, durante la dominazione islamica della Sicilia, anche se si iniziano ad avere notizie più certe a partire dal 15 settembre 1241, quando l'imperatore Federico II di Svevia concede il feudo al milite Roberto di Palermo, poi giudice della Magna Regia Curia (dal 1250), per essersi mostrato fedele alla Corona, “tria tenimenta terrarum…” vicino a Palermo, e cioè il “tenimentum Casalia dicto Rachal Sarcadi, tenimentum Casalia Capacis et tenimentum montis Columbrinis”.
Il termine Casalia, utilizzato per Capaci e Racalzarcati, fa presumere l'esistenza di un abitato rurale fortificato (quindi munito di una torre con corte o di un castello) all'interno del tenimentum cioè del latifondo, questo dato ci riporta a riflettere sulla presenza di quei nuclei di fondazione saracena (Qarinas: Carini, Chinnisi: Cinisi, e naturalmente Rachal Sarcadi), largamente presenti in tutta la fascia costiera ancora in epoca normanna e sveva fino alla repressione federiciana seguita alle rivolte musulmane e il conseguente abbandono e spopolamento delle campagne che potrebbe indicare anche la sparizione del Casale già al tempo della concessione.
La struttura dei casali fortificati si mantiene praticamente inalterata sino ai primi anni del XIII secolo, quando il difficile rapporto fra dominatori cristiani e minoranza musulmana si incrina definitivamente. La fuga dai casali di villani musulmani o saraceni cristianizzati sono segnalate in diversi luoghi della Val di Mazara, ma in particolare nel territorio di Carini; un documento del 1202 ricorda: in tenimento Carini, apud casale quod dicitur Zarchante. Il malessere era destinato a esplodere e a dare vita alle repressioni militari ordinate da Federico II che vedranno la distruzione di Jato ed Entella prima e di Cinisi e Carini successivamente e quindi anche dei casali di Capaci e Racalzarcati, con la deportazione degli abitanti ribelli a Lucera in Puglia.
Tuttavia in seguito a questi avvenimenti non è facile stabilire se realmente i casali, diventati feudi, rimasero definitivamente spopolati, il dubbio nasce da alcuni documenti del XIV secolo che fanno pensare a luoghi cronologicamente abitati, a tal fine ci viene in aiuto un documento del 1333 in cui risulta menzionato un magister Nicolaus de Capachi faber e un altro documento, datato 1382, altrettanto importante, perché, per la prima volta si fa menzione esplicita del castello di Capaci, risulta infatti redatto in Castro Capachi”.
Nel corso del XV secolo, il territorio di Capaci fu donato da Donna Flora de Cesario al nipote, il nobile Luca de Homodei “satis grata et accepta servitia sibi prestita”, il nobile palermitano fece transitare i possedimenti capacensi ai suoi discendenti per tutto il Quattrocento; sarà il nipote Francesco, figlio di Lando, che nel 1462 ottiene la facoltà di poter effettuare il restauro del castello con la costruzione di una torre, in realtà già cominciata a edificare “sine nos licentia”, il documento ci permette di avere indicazioni sulla nuova torre: “…non multus a parte maritima distat…” “…similiter mergulis circundatum ac latitudinis atque altitudinis necessaris…”.
A partire dal XVI secolo il territorio di Capaci con quello di Falconeri, alla tonnara di Trapani e ad altri beni, fu trasferito alla famiglia Beccadelli Bologna. Nel 1506, Virginia Omodei, figlia di Francesco e moglie di Gilberto Beccadelli di Bologna, barone del castello e della terra di Sambuca, concede al figlio Francesco, il “feudum seu territorium Capacis cum Turri, magasenis, domibus tuguris vineis” in occasione del matrimonio con Antonella Mastrantonio, figlia di Aloisio, barone di Aci.
Il 18 marzo 1517, a Francesco viene concessa la licentia populandi e la facoltà di aggregare in un'unica baronia i feudi di Falconeri, Monterosso, Capaci e altri possedimenti e di fondare e popolare una nuova terra da chiamare Capaci esercitandovi “… il merum et mixtum imperium…”. Nella stragrande maggioranza delle licenze concesse in quell''epoca si faceva obbligo al barone, oltre ai necessari riguardi verso la Corona, anche di alcune prescrizioni urbanistiche e indicazioni, come la necessità di costruire un castello o una torre, dotare il borgo di cinta muraria e di una chiesa per i bisogni spirituali degli abitanti. Ma per il feudo di Capaci tali prescrizioni non risultano in quanto questi edifici erano già esistenti e infatti Francesco Beccadelli si sarebbe occupato solo di dare mandato per la costruzione di nuove case, sia nella baronia di Capaci sia nel feudo di Falconeri.
A partire dal 1523 si cominciò a sviluppare il centro abitato ai piedi della Montagnola Santa Rosalia, sovrastata dalle balze concave della "Quarara". Alla metà dello stesso anno risalgono le fondamenta dell'antica chiesa madre (3 aprile 1523), centro di primario interesse religioso, artistico e culturale, edificata accanto al castello.
Intorno al 1576 incominciò il popolamento del centro, sotto le dipendenze del Barone Gilberto; nel 1619 Vincenzo Pilo e Calvello, sposa Donna Giulia Bologna che porta in dote il marchesato di Marineo, la Baronia di Capaci e tutti i territori di pertinenza. A partire dal suddetto anno buona parte dei possedimenti della famiglia Beccadelli di Bologna transitano nella Casata dei Pilo nobile famiglia siciliana di origine catalana. Nel 1820 a causa dei moti rivoluzionari i cittadini si ribellarono al potere feudale dei Pilo dando alle fiamme il Palazzo del Conte e costringendolo alla fuga. In seguito alla pestilenza di colera che colpì la Sicilia tra il 1835 e il 1837 anche a Capaci si verificarono disordini e omicidi, provocati da alcuni facinorosi provenienti da Palermo, che incolparono della diffusione della malattia i componenti delle famiglie più facoltose del paese. Dopo lo sbarco di Garibaldi in Sicilia, molti capacioti, sotto la spinta rivoluzionaria di Rosolino Pilo, considerato loro concittadino perché discendente della famiglia che aveva retto le sorti del paese per ben due secoli, si unirono e parteciparono alle battaglie di Palermo e San Martino delle Scale.
Nei primi decenni del XVI secolo, con la riunificazione dei vari possedimenti in un'unica baronìa l'agricoltura divenne l'attività primaria sino alla metà del 1900, periodo in cui ebbe un forte sviluppo il commercio ambulante che portò i capacioti a spingersi, per lavoro, in ogni parte del mondo. Anche la pesca, praticata nella vicina Tonnara di Isola delle Femmine (frazione del Comune di Capaci sino alla fine del 1800) conobbe un'attività molto redditizia e poté estendersi, con le famose barche denominate "le capaciote", sempre più lontano fino a raggiungere le coste dell'Africa settentrionale. La città di Susa sul Golfo di Hammamet, in Tunisia, ancor oggi reca la testimonianza di un intero quartiere che porta il nome di Capaci.

## Monumenti e luoghi d'interesse

### Architetture religiose
- La nuova chiesa madre venne edificata a partire dal 1734, per volere di don Ignazio Pilo, conte di Capaci, e aperta al culto il 25 marzo 1741; essa presenta un prospetto barocco con una sontuosa scalinata a tenaglia. L'interno della chiesa, a forma ottagonale, è diviso nelle canoniche tre navate. È ricca di opere d'arte tra le quali spiccano la volta affrescata da Giuseppe Tresca nel 1744, le cappelle del SS. Sacramento, della Madonna del Rosario e del Patrono Sant'Erasmo. Nella prima cappella è collocato il Crocifisso ligneo opera del 1628, nelle altre due cappelle si trovano delle grandi tele attribuite alla scuola del Tresca (sec. XVIII). Infine rivestono particolare attenzione alcune statue lignee: quella di Sant'Erasmo, della scuola del Gagini[non chiaro] realizzata nel XVI secolo, che risulta essere il manufatto artistico più antico del paese e di cui si hanno notizie documentate già nel 1573, un'altra, pure in legno, di San Giuseppe opera del 1816 di Girolamo Bagnasco, di particolare interesse è la tela della Madonna delle Grazie con i SS. Anna e Gioacchino (1709) originariamente venerata nella chiesa della SS. Trinità (oggi non più esistente).
- Importante anche la chiesa di San Rocco, edificata per interessamento dell'Arciprete Don Matteo Triolo e aperta al culto il 9 gennaio dell'anno 1723; conserva al suo interno delle preziose statue lignee del Settecento e dell'Ottocento, tra le quali meritano una particolare menzione, quella della Madonna di Trapani detta del Carmine, copia della celebre statua venerata nel santuario trapanese e donata alla chiesa da Donna Maria Anna Riccio Barlotta moglie del conte Ignazio Pilo, originaria della città di Trapani (alla base della suddetta statua sono scolpiti a rilievo gli stemmi nobiliari della famiglia), ed inoltre le statue del Sacro Cuore di Gesù e di San Francesco di Paola (1870), opere di Rosario Bagnasco, la seconda donata dal ricco possidente capacioto Vincenzo Mazzola, e quella del titolare San Rocco opera del 1624 di Giancola Viviano proveniente dalla Matrice antica. Nella chiesa sono da ammirare anche dei fantasiosi affreschi realizzati nel 1988 dal maestro Manlio Manvati.
- La chiesa di Maria SS. Addolorata, sorta per volere dell'omonima Confraternita ed edificata sulle rovine dell'antica Chiesa Matrice cinquecentesca venne aperta al culto il 15 ottobre 1768, custodisce al suo interno la statua lignea ottocentesca della titolare, opera tardo settecentesca. Nella chiesa è custodita pure la statua del Cristo morto opera seicentesca in cartapesta, con le braccia snodabili, questo permetteva nel passato in occasione dei riti della settimana santa che venisse utilizzato per una particolare funzione: si portava al calvario la mattina del venerdì santo e veniva appeso alla croce dove riceveva l'ossequio dei fedeli, poi nel tardo pomeriggio veniva deposto dalla croce e portato in processione.
- la Chiesa della SS. Trinità, del 1730, in cui era conservato un affresco del secolo XVI raffigurante la Madonna delle Grazie, questo edificio venne abbattuto per incuria e negligenza negli anni settanta del Novecento.
- Alla prima metà del 1700 risale il Santuario di Santa Rosalia, sulla collina omonima, sorto nel luogo in cui sin dal secolo XVI i capacioti andavano in pellegrinaggio per venerare la "Santuzza" palermitana raffigurata in una bella statua lignea opera attribuita a Girolamo Bagnasco.

### Architetture civili
- Il Palazzo dei Conti Pilo, recentemente restaurato e adibito a sede municipale, venne edificato sulle rovine del castello cinquecentesco, intorno alla metà del secolo XVIII.
- La Palazzina dei Sommariva, costruita nella prima metà del 1800 (oggi proprietà Longo). Si trova sul corso principale, di fronte alla chiesa di San Rocco.
- La stele della memoria, in ricordo delle vittime della strage di Capaci del 23 Maggio 1992, (vedi La strage dell'autostrada in Società ) Giovanni Falcone, Francesca Morvillo, Vito Schifani, Rocco Dicillo, Antonio Montinaro.

## Società

### Evoluzione demografica
Abitanti censiti

### Tradizioni religiose e folcloristiche
A Capaci esistono molte tradizioni di antica data ripetute solennemente ogni anno. Queste sono le più importanti:
- Per la festa di San Giuseppe ogni anno alcune persone devote al Santo Patriarca, preparano una minestra con una ricetta che risale al cinquecento; un'antica usanza dice che veniva distribuita alle persone povere, ma adesso per tradizione quasi tutti gli abitanti si riuniscono nella piazza principale del comune dove ricevono una porzione di pasta accompagnata con il pane speciale, preparato dai fornai solo il 19 marzo. Nello stesso giorno viene realizzata, nel centro storico, la "Grande Mensa di San Giuseppe", un altare riccamente addobato con luci e fiori, a cui i fedeli offrono ogni genere di alimenti che, prima della processione, vengono degustate dai presenti.
- In concomitanza con la festa di San Giuseppe si svolge, ad anni alterni, anche la rievocazione storica della fondazione della cittadina avvenuta il 18 marzo 1517. Per l'occasione si mette in scena il corteo storico della famiglia Beccadelli di Bologna che si conclude con la proclamazione della "Licentia Populandi" dal balcone centrale di Palazzo Conti Pilo. La manifestazione si svolge a cura dell'Associazione Culturale "Terravecchia Capaci".
- La celebrazione della Settimana Santa è un'altra tradizione molto sentita dalla popolazione che si apre con la processione mattutina in cui si rievoca l'ingresso di Gesù in Gerusalemme. La sera del Venerdì Santo ha luogo la suggestiva processione del veneratissimo simulacro dell'Addolorata al seguito del Cristo morto posto dentro l'artistica urna vitrea denominata "u Mulimentu". Il giorno di Pasqua, a mezzogiorno, l'atteso incontro del Cristo Risorto con la Santissima Vergine e la relativa processione.
- Il mese di maggio è caratterizzato dalla profonda devozione dei cittadini alla Madonna ed espresso attraverso i festeggiamenti in onore di Maria Santissima della Croce (prima domenica del mese) e il pellegrinaggio di una piccola statua della Madonna (1754) nei vari quartieri del paese dove viene recitato il Rosario in dialetto.
- La processione del Corpus Domini ha luogo a conclusione del periodo pasquale, in tale occasione vengono allestiti nei quartieri di Capaci sontuosi altari in cui viene impartita la solenne benedizione eucaristica.
- La festa del Patrono Sant'Erasmo si celebra liturgicamente il 2 giugno, mentre i festeggiamenti esterni hanno luogo l'ultima settimana di luglio e culminano  con la processione dell'artistico simulacro del Santo patrono. La festa è arricchita da varie iniziative di carattere culturale, degustazione di prodotti tipici e spettacoli musicali in piazza.
- "La Notte di Ferragosto" che si svolge nel lungomare e nella spiaggia è un appuntamento molto sentito, soprattutto dai giovani, provenienti anche dai comuni vicini.
- Nella prima settimana di settembre si ripete annualmente il pellegrinaggio dei fedeli al Santuario rupestre di Santa Rosalia posto sulla collinetta prospiciente l'abitato, dal quale, al tramonto, si snoda una suggestiva processione che conduce, attraverso le antiche trazzere campestri, la statua della Santuzza fino alla chiesa madre, per poi ritornare al Santuario la settimana successiva.
- Una menzione particolare va anche alla "Sagra della Vastedda", ovvero del tradizionale "pane cunzato" con olio d'oliva, caciocavallo, acciughe , sale e pepe, che si svolge all'inizio di novembre di ogni anno a cura della Pro Loco Capaci.
- Le ricorrenze del periodo di Avvento si aprono con i festeggiamenti in onore dell'Immacolata Concezione, la solennità viene preceduta dal canto della novena nella Chiesa Madre in cui è venerata la seicentesca statua in legno dorato, l'8 dicembre, giorno della festa, dopo la celebrazione della Messa Solenne viene benedetto e distribuito il "pane della Madonna" insieme ai tradizionali dolci: "le Nucatole", nel tardo pomeriggio la preziosa immagine della Madonna viene portata in processione per le vie del paese che si conclude nella Chiesa di San Rocco in cui rimane fino alla domenica successiva quando viene ricondotta in Matrice; solo qualche giorno più tardi si svolge la festa di Santa Lucia, il 13 dicembre è pure molto sentita: in questo giorno è tradizione dei devoti di preparare la famosa "Cuccía", frumento non macinato, preparato con latte, ricotta, miele, cannella e cioccolato.
- In occasione delle feste natalizie si tiene la tradizionale "Ninnaredda", sorta di ninna nanna natalizia in dialetto che viene cantata nelle serate di dicembre in giro per le strade.

### La strage dell'autostrada
Il 23 maggio 1992, sull'Autostrada A29, nei pressi dello svincolo di Capaci (ma in territorio di Isola delle Femmine, un comune adiacente), una carica di tritolo posta in un tunnel che passa sotto l'asfalto fu fatta esplodere dalla organizzazione mafiosa denominata Cosa nostra e uccise il giudice antimafia Giovanni Falcone, sua moglie Francesca Morvillo, anch'essa magistrato, e tre agenti della scorta, Vito Schifani, Rocco Dicillo, Antonio Montinaro.

## Economia
L'attività agricola è abbastanza notevole per quanto concerne la produzione di prodotti di agrumi e olive. 
Presenta anche una buona la produzione casearia, mentre a livello artigianale rilevante la lavorazione di ricami tipici.

## Infrastrutture e trasporti
Capaci è attraversata dall Autostrada A29, della quale è possibile usufruire attraverso uno svincolo distante circa 2 km dal centro abitato. Quest'Autostrada collega Capaci con Palermo, Mazara del Vallo, Trapani e con l'Aeroporto Internazionale di Palermo "Falcone-Borsellino", distante dal centro abitato circa 20 km.
Nel territorio del comune è presente la stazione di Capaci, posta sulla ferrovia Palermo-Trapani e servita anche dai treni del servizio ferroviario metropolitano di Palermo.
Capaci è servita dalle Autolinee AST che la collegano con Palermo e con gli altri comuni adiacenti.

## Media

### Radio
Emittenti non più attive:
- Radio Capaci Centrale
- Radio Young Italia
- Radio Young Network

### Televisione
Emittenti non più attive:
- Rete 8
- Tele Capaci

## Amministrazione
Di seguito è presentata una tabella relativa alle amministrazioni che si sono succedute in questo comune.
| Periodo          | Periodo          | Primo cittadino                                | Partito              | Carica              | Note  |
| ---------------- | ---------------- | ---------------------------------------------- | -------------------- | ------------------- | ----- |
| 5 luglio 1988    | 26 marzo 1991    | Salvatore Vassallo                             | Democrazia Cristiana | Sindaco             | [ 5 ] |
| 23 maggio 1991   | 15 gennaio 1992  | Giovanni Riccobono                             | Democrazia Cristiana | Sindaco             | [ 5 ] |
| 3 aprile 1992    | 9 giugno 1992    | Giuseppe Di Lorenzo                            | Democrazia Cristiana | Sindaco             | [ 5 ] |
| 9 giugno 1992    | 1º febbraio 1994 | Fulvio Sodano Antonio Marino Donatella Ferrera |                      | Comm. straordinario | [ 5 ] |
| 16 febbraio 1994 | 9 luglio 1996    | Pietro Puccio                                  | lista civica         | Sindaco             | [ 5 ] |
| 2 dicembre 1996  | 8 giugno 1998    | Vincenzo Longo                                 | lista civica         | Sindaco             | [ 5 ] |
| 8 giugno 1998    | 10 giugno 2003   | Sebastiano Napoli                              | centro-destra        | Sindaco             | [ 5 ] |
| 10 giugno 2003   | 1º luglio 2008   | Vincenzo Longo                                 | centro-destra        | Sindaco             | [ 5 ] |
| 16 giugno 2008   | 11 giugno 2013   | Benedetto Salvino                              | lista civica         | Sindaco             | [ 5 ] |
| 12 giugno 2013   | 11 giugno 2018   | Sebastiano Napoli                              | lista civica         | Sindaco             | [ 5 ] |
| 11 giugno 2018   | in carica        | Pietro Puccio                                  | lista civica         | Sindaco             | [ 5 ] |

### Gemellaggi
Dal 13 settembre 2011 Capaci è gemellato con la cittadina francese di Meythet.

## Sport
- Calcio: la squadra locale, il Capaci City, militava nel campionato di Seconda Categoria nel Girone A. Salvo poi fallire qualche anno dopo.